# Castroville (Teksas)
Castroville je grad u američkoj saveznoj državi Teksas. Prema popisu stanovništva iz 2010. u njemu je živjelo 2.680 stanovnika.